# Achryson lutarium
Achryson lutarium är en skalbaggsart som beskrevs av Hermann Burmeister 1865. Achryson lutarium ingår i släktet Achryson och familjen långhorningar.
Artens utbredningsområde är:
- Paraguay.
- Uruguay.

Inga underarter finns listade i Catalogue of Life.